# Argyractis pentopalis
Argyractis pentopalis là một loài bướm đêm trong họ Crambidae.